# Filippo Càssola
Filippo Càssola (Napoli, 6 agosto 1925 – Trieste, 2 giugno 2006) è stato uno storico ed epigrafista italiano.
Allievo di Giovanni Pugliese Carratelli, fu professore ordinario all'Università di Trieste, dove insegnò Storia greca, Storia romana, Epigrafia greca.

## Opere principali
- Erodiano, Storia dell’Impero romano dopo Marco Aurelio, Testo e versione a cura di Filippo Cassola, Firenze, Sansoni, [1968] (rist.: Torino, Einaudi, 2017, senza testo greco)
- Inni omerici, a cura di Filippo Cassola, Fondazione Lorenzo Valla / Arnoldo Mondadori Editore, 1986
- La Ionia nel mondo miceneo, Napoli 1957
- I gruppi politici romani nel III secolo a. C., Trieste 1962